# Tortula rallieri
Tortula rallieri är en bladmossart som beskrevs av Jules Cardot 1916. Tortula rallieri ingår i släktet tussmossor, och familjen Pottiaceae. Inga underarter finns listade i Catalogue of Life.